# Pac-Man (tv-serie)
 Denne artikel bør gennemlæses af en person med fagkendskab for at sikre den faglige korrekthed.

Pac-Man TV-serien indeholder flere karakterer. De er senere blevet anvendt i flere spil – bl.a.: Pac-Land og Pac-Man 2: The New Adventures.

## Chomp Chomp
Chomp Chomp er Pac-Man, Baby Pac, Pac Jr. og Ms. Pac-Mans hund i Pac-man World.

## Baby Pac
Baby Pac er bedste ven med Pooka og barn af Pac-Man og Ms. Pac-Man, og har en storebror der hedder Pac Jr. og en hund der hedder Chomp Chomp.

## Pooka
Pooka er en rød lille gut med gule briller, han er Pac-mans ven i Pac-man World, men er i Pac-man World 2 hans fjende der kan springe i luften.'

## Ms. Pac-Man
Ms. Pac-Man er Pac-Mans kone og hun har to børn Pac Jr. og Baby Pac og hun har hunden Chomp Chomp og venner Pooka og Professor Pac i spillene: Pac-Man World, Pac-Man World 2, Pac-Man World 3 og Pac-Man World Rally.

## Professor Pac
Professor Pac er ham professoren i Pac-Man World-spillene, han er genial.

## Pac Hund
Pac Hund er den hund som Pac-Man har i Pac-Man World 2.